# Долина Мовчання
28°58′51″ пн. ш. 86°53′53″ сх. д. / 28.98083° пн. ш. 86.89806° сх. д.

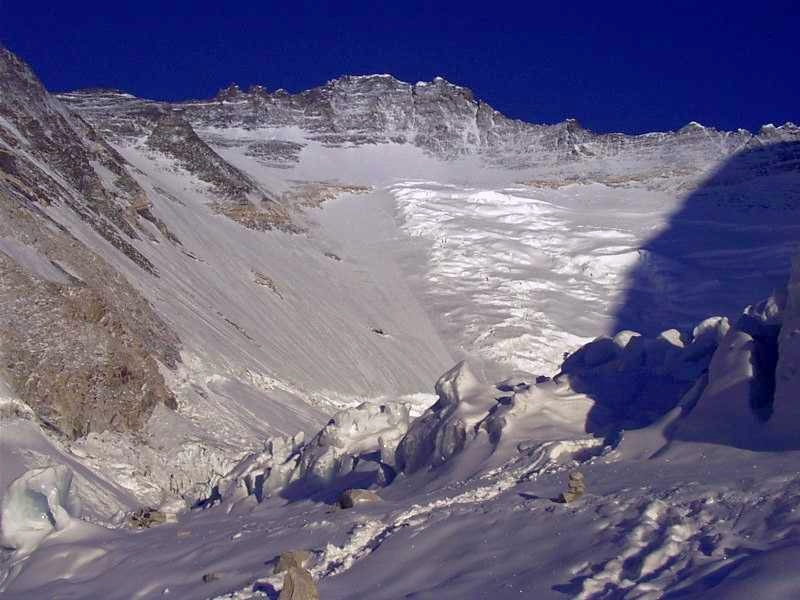
Долина Мовчання. На задньому плані — стіна Лхоцзе

Долина Мовчання (вона ж Долина Тиші, Західний Цирк або Західний Кар, англ. Valley of Silence або Western Cwm) — широка, плоска, слабо горбиста льодовикова долина (льодовиковий басейн), розташований біля підніжжя Стіни Лходзе Джомолунгми. Була так названа Джорджем Меллорі в 1921 році під час проведення «Британської розвідувальної експедиції», що уперше дослідила верхні частини Джомолунгми у пошуках маршрутів для майбутніх сходжень на вершину.
Сучасні сходжувачі також йдуть до вершини Джомолунгми через Долину Мовчання; вона розташована на південно-східному маршруті після Льодопаду Кхумбу. Центральна частина долини розітнута великими поперечними розколинами, що тягнуться звідти до самого верху цього льодовика. Альпіністам, що піднімаються до вершини, доводиться огинати ці розколини справа, де уздовж підніжжя Нупцзе тягнеться вузький прохідний шлях, відомий як «лезо Нупцзе» (англ. Nuptse corner). Але там відкриваються приголомшливі види на верхні 2400 метрів Джомолунгми (з Базового табору вершину гори не видно; сходжувачі перший раз бачать її саме звідси).
Засніжені чашоподібні схили долини відбивають і посилюють сонячне світло, яке помітно прогріває Долину Мовчання, попри те, що вона розташована на значній висоті — 6000-6800 м над рівнем моря. У ясну безвітряну погоду в деяких місцях в Долині Мовчання температура доходить до +35 °C, і проходити їх стає важко через таку спеку.